# Eutrepsia orodes
Eutrepsia orodes là một loài bướm đêm trong họ Geometridae.